# Mount Verne
Mount Verne ist ein 1645 m (nach Angaben des UK Antarctic Place-Names Committee 1635 m) hoher Berg im Süden der Pourquoi-Pas-Insel vor der Fallières-Küste des Grahamlands auf der Antarktischen Halbinsel. Er ragt 10 km östlich des Bongrain Point auf.
Teilnehmer der Fünften Französischen Antarktisexpedition (1908–1910) unter der Leitung des Polarforschers Jean-Baptiste Charcot sichteten ihn 1909 zuerst und nahmen grobe Vermessungen vor. Wissenschaftler des Falkland Islands Dependencies Survey präzisierten diese 1948 und gaben dem Berg seinen Namen. Namensgeber ist der französische Schriftsteller Jules Verne (1828–1905), dessen Buch 20.000 Meilen unter dem Meer Vorlage für die Benennung anderer Objekte auf der Insel war.